# Joseph Le Bel
Joseph Achille Le Bel (Pechelbronn, 21 de enero de 1847 - París, 6 de agosto de 1930) fue un químico francés, considerado como uno de los precursores de la estereoquímica. Nació en Pechelbronn y recibió su formación química en la École polytechnique de París. En 1874 anunció la teoría que resumía la relación entre la estructura molecular y la actividad óptica, que sentó las bases para el desarrollo de la estereoquímica. Ese mismo año, el químico holandés Jacobus Henricus van 't Hoff desarrolló una teoría análoga. Le Bel escribió Cosmologie Rationelle (Cosmología Racional) en 1929. Falleció el 6 de agosto de 1930, en París.

## Obras
- George Mann Richardson, Louis Pasteur, Jacobus van 't Hoff, Joseph Achille Le Bel, Johannes Wislicenus, The Foundations of Stereo Chemistry. Memoirs by Pasteur, van't Hoff, Lebel and Wislicenus, Nueva York, American Book Co. 1901. OCLC 2753817
- J. Maury, Joseph Achille Le Bel, Arthur Edmunds, Laugerie Basse : The Excavations of M. J.-A. Le Bel, Le Mans, Monnoyer, 1925. OCLC 1742132
- Vie et œuvres de Joseph-Achille Le Bel, Impr. P. Dupont, 1949. OCLC 1133741